# Arawat Sabejew
Arawat Sabejew (russisch Арават Сабеев; * 24. September 1968 in Petropawl) ist ein ehemaliger sowjetischer und deutscher Ringer.

## Leben
Arawat Sabejew wuchs in Karaganda auf und begann dort unter der Anleitung seines Vaters Sergei mit dem Ringen. Er erreichte mit 19 Jahren bereits die auf einem international hohen Niveau stehende Spitzenklasse der sowjetischen Ringer im freien Stil.
Im Jahr 1987 gab er seinen Einstand auf der internationalen Ringermatte für die Sowjetunion. Er war 1,90 m groß und wog ca. 100 kg. In Burnaby in Kanada wurde er Junioren-Weltmeister im Schwergewicht. 1988 wurde er in Wałbrzych/Polen auch Europameister der Junioren. 1989 wurde er dann erstmals bei einer Europameisterschaft der Senioren eingesetzt und wurde in Ankara Europameister. 1990 gewann er in Posen erneut den EM-Titel. Im Finale schlug er dabei Andrzej Radomski aus Polen. In einem Vorrundenkampf bezwang er Heiko Balz aus Luckenwalde, mit dem er sich in Zukunft noch viele Duelle liefern sollte.
Im Jahr 1991 waren es die politischen Erschütterungen in der Sowjetunion, die ihn veranlassten, in die Bundesrepublik Deutschland umzusiedeln. In der damaligen Bundeshauptstadt Bonn trat er dem TKSV Bonn Duisdorf bei. Aravat Sabejef gewann alle seine Bundesligakämpfe für den TKSV. Er wurde zwar besonders schnell eingebürgert, verlor aber trotzdem 1991 und 1992 als internationale Wettkampfjahre. Danach schloss er sich dem VfK Schifferstadt an, wo er von Willi Heckmann betreut wurde. Im Jahr 1993 ging er bei den Europameisterschaften erstmals für die Bundesrepublik an den Start und errang erneut den EM-Titel.
Einen Rückschlag gab es für ihn bei der Weltmeisterschaft 1993 in Toronto. Sabejew hatte fast 10 kg Körpergewicht abtrainiert, damit Heiko Balz, der 1992 in Barcelona im Schwergewicht die Silbermedaille gewonnen hatte, in seiner Gewichtsklasse starten konnte. Sabejew erreichte den 5. Platz. Da der Weltmeister dieses Jahres, Abbas Jadidi aus dem Iran, wegen einer groben Unsportlichkeit nachträglich disqualifiziert wurde, rückte Sabejew auf den 4. Platz vor.
1994 konzentrierte sich Sabejew mit Erfolg auf die Weltmeisterschaft in Istanbul. Dort besiegte er John Roussow aus Südafrika, Mark Kerr aus den USA, David Musuľbes aus Russland und Davud Məhəmmədov aus Aserbaidschan und wurde Weltmeister. 1995 erreichte er bei den Europameisterschaften Bronze, bei der Weltmeisterschaft in Atlanta kam er hinter dem US-Amerikaner Kurt Angle auf den 2. Platz. 
Im Olympiajahr 1996 hatte Sabejew große Verletzungsprobleme in einem Knie. Wie sich später herausstellte, war seine Knieverletzung so schwer, dass er gar nicht hätte ringen dürfen. Bei der Europameisterschaft kam er nur auf den fünften Platz. Bei den Olympischen Spielen in Atlanta erkämpfte sich Sabejew trotz der Verletzung die Bronzemedaille und wurde dafür vom Bundespräsidenten – wie alle Medaillengewinner – mit dem Silbernen Lorbeerblatt ausgezeichnet.
In den folgenden Jahren konnte sich Sabejew nicht mehr so häufig auf den Medaillenplätzen platzieren. Er wurde aber bei den Europameisterschaften des Jahres 1997 noch einmal Dritter und bei den Europameisterschaften des Jahres 2000 Vizeeuropameister. Daneben erzielte er bei einigen anderen Turnieren noch viele sehr gute Ergebnisse.
Sabejew beendete nach der Olympiasaison 2000 seine internationale Ringerlaufbahn, rang aber noch einige Jahre sehr erfolgreich für den VfK Schifferstadt in der Bundesliga. Nachdem er während seiner aktiven Laufbahn Angehöriger der Bundeswehr war, wurde er nach seiner Karriere als kaufmännischer Angestellter tätig.

## Ergebnisse

### Internationale Meisterschaften
(OS = Olympische Spiele, WM = Weltmeisterschaft, EM = Europameisterschaft, F = Freistil, Hs = Halbschwergewicht, bis 1996 bis 90 kg und ab 1997 bis 97 kg Körpergewicht, S = Schwergewicht, bis 1996 bis 100 kg Körpergewicht, SS = Superschwergewicht, bis 1996 über 100 kg und ab 1997 von 97 kg bis 130 kg Körpergewicht)
- 1987, 1. Platz, Junioren-WM in Burnaby/Kanada, F, S, vor Sven Thiele, DDR und Marin Michailow, Bulgarien;
- 1988, 1. Platz, Junioren-EM in Wałbrzych/Polen, F, S, vor Senol Karagöz, Türkei und Sotir Gentschew, Bulgarien;
- 1988, 1. Platz, Junioren-World-Cup-Turnier in St.Johns/Kanada, F, S, vor Kurt Angle, USA und Anoyama, Japan;
- 1989, 1. Platz, EM in Ankara, F, S, vor Ayık Sezgin, Türkei, Stojan Nentschew, Bulgarien, Sándor Kiss, Ungarn, Torsten Wagner, DDR und Dimitrios Boudouris, Griechenland;
- 1990, 1. Platz, EM in Posen, F, S, vor Andrzej Radomski, Polen, Mahmut Demir, Türkei, Heiko Balz, DDR, Nentschew und Kiss;
- 1993, 1. Platz, "Alexander-Medwed"-Turnier in Minsk, F, S, vor Balz, Mark Kerr, USA, Sjarhej Dsjamtschenka und Ihar Bajartschuk, bde. Belarus;
- 1993, 1. Platz, Grand-Prix-Akropolis in Athen, F, S, vor Dokimitris, Griechenland und Sami, Syrien;
- 1993, 1. Platz, EM in Istanbul, F, S, vor Aleksij Nitschepurenko, Ukraine, Ali Kayalı, Türkei, Krassimir Kotschew, Bulgarien, Marek Garmulewicz, Polen und Arvi Aavik, Estland;
- 1993, 4. Platz, WM in Toronto, F, Hs, hinter Melvin Douglas, USA, Eldari Luka Kurtanidse, Russland und Macharbek Chadarzew, Russland und vor Abil Bairamuchow, Kasachstan;
- 1994, 1. Platz, WM in Istanbul, F, S, vor Davud Məhəmmədov, Aserbaidschan, David Musuľbes, Russland, Nitschepurenko, Ayob Banynosvat, Iran und Ahmet Doğu, Türkei;
- 1995, 3. Platz, EM in Freiburg im Üechtland/Schweiz, F, S, hinter Musuľbes und Milan Mazáč, Slowakei und vor Arvi Aavik, Estland, Kenan Şimşek, Türkei und József Glázer, Ungarn;
- 1995, 2. Platz, WM in Atlanta, F, S, hinter Kurt Angle und vor Jadidi, Sjarhej Kawaleuski, Belarus, Dschambulat Tedejew, Ukraine und Mazáč;
- 1996, 5. Platz, EM in Budapest, F, S, hinter Garmulewicz, Mazáč, Musuľbes und Kawaleuski und vor Serhij Prjadun, Ukraine;
- 1996, Bronzemedaille, OS in Atlanta, F, S, hinter Kurt Angle und Abbas Jadidi und vor Kawaleuski, Garmulewicz und Konstantin Alexandrow, Kirgisistan;[9]
- 1997, 2. Platz, World-Cup-Turnier in Stillwater/USA, F, Hs, hinter Mike van Arsdale, USA und vor Kawaleuski und Wilfredo Morales, Kuba,
- 1997, 3. Platz, EM in Warschau, F, Hs, hinter Kurtanidse, Georgien und Garmulewicz und vor Aslan Chagurow, Russland, Doğu und Davud Məhəmmədov, Aserbaidschan;
- 1997, 1. Platz, Baltic-Sea-Games in Šiauliai/Litauen, F, Hs, vor Balz und Semartow, Russland;
- 1997, 10. Platz, WM in Krasnojarsk, F, Hs, Sieger: Kuramagomed Kuramagomedow, Russland vor Doğu, Kurtanidse und Bairamuchow;
- 1999, 5. Platz, World-Cup-Turnier in Spokane/USA, F, Hs, hinter Alireza Heidari, Iran, Balz, Morales, J. Mc Grew, USA und vor Dean Schmeichel, Kanada;
- 1999, 2. Platz, World-Military-Games in Zagreb, F, Hs, hinter Giorgi Gogschelidse, Russland und vor Serhij Prjadun;
- 2000, 1. Platz, Olympia-Qualif.-Turnier in Minsk, F, Hs, vor Wadym Tassoew, Ukraine, Joe Sharoll, USA und Zoltán Farkas, Ungarn;
- 2000, 1. Platz, Olympia-Qualif.-Turnier in Tokio, F, Hs, vor Dominik Black, USA, Agwaansamdangiin Süchbat, Mongolei und Aljaksandr Schamarau, Russland;
- 2000, 2.Platz, EM in Budapest, F, Hs, hinter Sagid Murtasalijew, Russland und vor Tassoew, Aftandil Xanthopoulos, Griechenland und Georgi Torschenaya, Niederlande;
- 2000, 9. Platz, OS in Sydney, F, Hs, Sieger: Murtasalijew vor Bairamuchow und Kurtanidse;[10]
- 2000, 2. Platz, World-Military-Championships in Camp Lejeune/USA, F, SS, hinter Aydın Polatçı, Türkei und vor An Yu, China

### Deutsche Meisterschaften
Ergebnisse nach sport-komplett.de
- 1993, 1. Platz, F, S, vor Heiko Balz, Luckenwalde und Olaf Reichenbach, Jena,
- 1994, 2. Platz, F, S, hinter Balz und vor Lars Petzold, Neckargartach,
- 1995, 1. Platz, F, S, vor Balz und Dirk Winterfeldt, Mülheim-Styrum,
- 1996, 1. Platz, F, S, vor Balz und Petzold,
- 1997, 1. Platz, F, S, vor Balz und Ludwig Schneider, Köllerbach,
- 1999, 2. Platz, F, S, hinter Balz und vor Mesut Okcu, Aue